# Джим Морисън
Джеймс Дъглас „Джим“ Морисън (на английски: James Douglas, Jim Morrison) е американски певец, писател и поет. Роден е в Мелбърн, Флорида. Познат е преди всичко като вокалист и текстописец на състава Дъ Дорс, а също така и като един от най-харизматичните изпълнители в историята на рока. Автор е на няколко стихосбирки и късометражни филма. Заема 47-а позиция в класацията на списанието Rolling stone на 100-те най-добри певци за всички времена. Той е съосновател и основен вокалист на групата Дъ Дорс (The Doors). Умира на 3 юли 1971 г., само на 27 години в Париж, Франция. Обстоятелствата около смъртта му и тайното му погребение са предмет на постоянни слухове и различни теории.

## Биография
Джим Морисън е роден в Мелбърн, Флорида, в семейството на адмирал Джордж Стивън Морисън и Клара Кларк Морисън. Джим има сестра, Ан Робин, родена 1947 година в Албъкърки, Ню Мексико и брат, Андрю Лий Морисън, роден 1948 г. в Лос Алтос, Калифорния. Морисън е със смесен ирландски, английски и шотландски произход. Има сведения, че IQ-то му е 149.
Според Джим Морисън една от най-важните случки в живота му става през 1947 г., в пустинята, по време на семейно пътуване в Ню Мексико, когато става свидетел на пътно произшествие едва 4-годишен. Той я описва така:
Първия път, когато открих смъртта... аз, майка ми и баща ми, както и баба ми и дядо ми, карахме през пустинята по изгрев. Един камион с индианци се беше блъснал с друга кола и нещо друго, но имаше индианци, разпилени по цялата магистрала, кървящи до смърт. Аз бях само дете, така че трябваше да остана в колата, докато баща ми и дядо ми отидоха да проверят какво става. Не видях нищо – всичко, което видях, беше смешна червена боя и хора, лежащи наоколо, но знаех, че нещо се случва, тъй като усещах вибрациите на хората около мен, и изведнъж осъзнах, че те не знаят какво се случва по-добре от мен. Това беше първият път, когато усетих вкуса на страха... и мисля, че в този момент душите на мъртвите индианци – може би на един или двама от тях – просто тичаха наоколо, обезумели и просто се приземиха в моята душа, а аз бях като гъба, готов да седя там и да ги поема.
По-късно Морисън използва тази случка в две от песните си – Peace Frog и Ghost song:
Кървящи тела на индианци, разхвърлени на пътя в утринната светлина

Призраци пълнят крехкия като яйчна черупка ум на малкото дете
Интересно е, че родителите на Морисън не си спомнят случката по този начин. Според баща му те са минали през индиански резерват, където индианец плачел, но всичко останало било крайно преувеличено във въображението на малкото момче.
Семейството му е принудено да се мести често заради работата на баща му във Военноморските сили на САЩ. Той прекарва част от детството си в Сан Диего, Калифорния. През 1958 година Джим Морисън посещава гимназията в Аламида, Калифорния, но завършва средното си образование в Александрия, Вирджиния през юни 1961 г. след което отива да живее при родителите на баща си в Клиъруотър, Флорида, където учи в Университета на Флорида в Талахаси. Оттам се прехвърля в Лос Анджелис, Калифорния и завършва образованието си в Калифорнийския университет Лос Анджелис с основна специалност кинематография през 1965 година.

### Дъ Дорс
След дипломирането си Морисън води бохемски живот. Пише поезия, която зашеметява колегата му Рей Манзарек и двамата стават първите членове на Дъ Дорс. По-късно към тях се присъединяват барабанистът Джон Денсмор и китаристът Роби Кригър.
Името на групата е взето от цитат от книгата на Олдъс Хъксли „Вратите на възприятието“ (намек за „отключване“ на „вратите“ на възприятието чрез използване на халюциногени). Самият Хъксли заема цитата от творбата на Уилям Блейк „Бракът на рая и ада“, където Блейк пише:
Ако вратите на възприятието бяха почистени, всичко щеше да изглежда каквото е – безкрайно 
Звукът на състава е съвсем нов за времето си. Групата е уникална, тъй като няма бас китара. Текстовете на песните, написани от Морисън, са сложни и сюрреалистични; в тях става въпрос за секс, мистицизъм, наркотици, убийства, лудост и смърт. Въпреки че основен текстописец на групата е Джим, Роби Кригер също има своя принос в текстовете на някои от най-големите хитове на групата, като Light My Fire, Touch Me, Love Me Two Times, Love Her Madly.
През юни 1966 година Морисън и Дъ Дорс започват да свирят в известния клуб Whisky a Go Go. Участието им съвпада с последната седмица, в която там участва Ван Морисън и групата му Дем. Влиянието, което Ван оказва върху младия Джим, е осезаемо. Години по-късно Джон Денсмор пише в своята книга Ездачи на бурята:
Джим Морисън бързо попиваше от сценичния опит на своя съименник – неговото безразсъдство, непокорството му, начинът, по който импровизираше с поезията и рока, дори навика му да стои приведен по време на инструменталите.
В последната нощ двамата Морисън, заедно със своите групи, изпълняват заедно песента Глория.
Групата добива национална популярност през пролетта на 1967 година, когато подписва договор с Електра Рекърдс. Песента Light My Fire, написана от Кригер, се изкачва на номер едно в класациите през юни същата година. Три месеца по-късно Дъ Дорс са поканени да гостуват в шоуто на Ед Съливан, където по-рано са участвали Елвис Пресли и Бийтълс. Това участие става особено известно, тъй като от шоуто настояват текстът на Light My Fire да бъде променен от Girl we couldn't get much higher на Girl we couldn't get much better, заради намека за наркотици. Морисън обаче изпява оригиналния текст на живо. Ед Съливан е толкова ядосан, че отказва да им стисне ръцете след изпълнението и никога не ги кани втори път.
През 1967 година групата прави първия си клип към песента Break On Through (To the Other Side), която е и техен първи сингъл. Видеото включва четиримата членове на групата, изобразени на черен фон, докато изпълняват песента. Дорс правят още няколко клипа, включително на песните The Unknown Soldier, Moonlight Drive и People Are Strange.
До излизането на втория им албум Strange Days Дъ Дорс са вече една от най-популярните групи в Съединените щати. Те също така започват да правят невиждани дотогава дълги концептуални парчета като The End и When The Music's Over, както и сюитата The Celebration of the Lizard, която свирят на концерти.
През 1967 година фотографът Джоел Бродски прави фотосесия с чернобели снимки на Джим, озаглавена Младият лъв. Тези фотографии придобиват широка популярност и често се използват като обложки за преиздадени албуми на групата, за корици на книги и всякакви материали за групата и Джим Морисън.
През 1968 година излиза третият албум на Дорс Waiting for the Sun, а на следващата година и четвъртият The Soft Parade.
Някъде по това време започва и сривът на Джим Морисън. Той живее на принципа на цитат от Блейк – „Пътят на крайностите води към кулата на мъдростта“ (The path of excess leads to the tower of wisdom). Често започва да се появява пиян в студиото и да закъснява за концертните изпълнения. В тези случаи групата е принудена да изпълнява само инструментала на песните си, а понякога Манзарек поема вокалните партии. Дори и преди формирането на групата Джим Морисън взима внушителни количества ЛСД, но скоро след това започва да поема и големи количества алкохол. Също така той участва в най-различни оргии. Впоследствие започва да се подува от прекомерните количества алкохол, напълнява и до 1970 година вече е с около 20 паунда по-тежък. Поради тази причина си пуска брада и започва да носи широки джинси и тениски.
По време на концерт през 1969 година в Маями Морисън решава да провокира публиката и започва да се съблича. Той е арестуван и осъден за неприлично поведение. Постъпката му предизвиква общественото недоволство и много концерти на групата са отменени. В годините след това Морисън е оправдан. През 2007 година дори се обсъжда възможността за посмъртно извинение на Морисън.
След присъдата на Морисън The Doors започват да променят посоката на музиката си и издават албума Morrison Hotel, който е с много по-голяма насоченост към блус от предишните три. Дотогава те вече почти са изчерпали запасите от песни, написани от Морисън в ранните години. След дълго прекъсване те се събират отново през 1970 година и издават, както се оказва, последния си албум с Джим Морисън – L.A. Woman, който е връщане към музикалните им корени и става един от най-популярните им албуми. По време на записването му става и друга голяма промяна – продуцентът Пол Ротшийлд, който участва във всички останали албуми, изоставя проекта, тъй като новите песни не му харесват. На негово място идва Брус Ботник. Няколко от песните Джим Морисън пее в банята, заради отличната акустика.

## Самостоятелна кариера
Морисън започва да пише още като ученик. В колежа той учи театър, филм и кинематография.
Той публикува два тома със своя поезия през 1969 г., The Lords / Notes on Vision и The New Creatures. The Lords се състои предимно от описания на места, хора, събития и неговите разсъждения за киното. The New Creatures е много по-поетично издание, като чувство и като звучене. По-късно тези две книги са издадени като самостоятелно произведение под заглавието The Lords and The New Creatures. Тези са единствените му публикации приживе.
Морисън се сприятелява с Дани Шугерман, който издава биография на певеца, а също така двамата обсъждат проекти за филми и особено The Beard където Джим е трябвало да играе Били Хлапето.
След неговата смърт са публикувани два тома с негова поезия. Съдържанието е избрано от неговия приятел, фотографът Франк Лисиандро и родителите на приятелката му Памела Корсън, които притежават правата над неговата поезия след нейната смърт. The Lost Writings of Jim Morrison том 1 е със заглавие Wilderness и е публикуван през 1988 г., вторият том The American Night е публикуван през 1990 г. Поезията записана по време на сесия през 1970 остава неиздадена до днес и правата над нея се държат от семейството на Корсън.

## Последни години и смърт
Джим Морисън има дългогодишна връзка с Памела Карсън, която дори понякога се подписва като Памела Морисън, но нямат сключен брак. Това е бурна любовна връзка, с много емоции и скандали и дори прекъсване на връзката на няколко пъти. Двамата се познават много преди времето, когато Джим става рок символ и печели слава и популярност. Дори по времето, когато е с Памела, той не рядко има любовни връзки и с други жени, някои от които за по една нощ. Той също така поема големи количества алкохол и наркотици.
Морисън заминава за Париж през март 1971 година. Наема апартамент и през деня прави дълги разходки из града, любувайки се на архитектурата. По това време си пуска брада и става почти неузнаваем. Именно в Париж Джим Морисън прави последния си студиен запис с двама американски улични музиканти. Тази сесия е наречена от Манзарек „пиянско бръщолевене“.
Умира на 3 юли 1971 година. Памела го намира мъртъв във ваната на техния апартамент. Тъй като не е направена официална аутопсия, това отваря вратата за всякакви спекулации, включително версията, че е убит. Официалната версия за причината за смъртта е смъртоносна доза уиски и хероин. След завръщането си в Америка Памела Карсън дава понякога противоречиви показания за нощта, в която Морисън умира, често обвинявайки себе си за неговата смърт. Според Алън Роне причината за смъртта му е кръвоизлив, който получава вследствие объркване на кокаин с хероин и поемане на големи дози. Роне обвинява Памела Карсън, че го е оставила да умре вместо да извика бърза помощ. В началото Памела казва на полицията, че двамата не са взимали никакви наркотици, но по-късно признава пред Алън Роне и други приятели, че двамата са употребявали хероин след тежко пиянство. Морисън започва да кашля, след което повръща кръв. Според нея след това той се успокоява и тя заспива. Когато се събужда, го намира мъртъв във ваната.
Интересен факт е, че самата Памела Карсън умира по същия начин, от свръхдоза хероин 3 години по-късно и е на 27 години в деня на смъртта си, на същите години, на които умира и Джим Морисън.
Певецът и текстописецът на Дъ Дорс заминава за Париж, за да се пребори с алкохолизма си и да пише поезия на спокойствие. Въпреки че успява да отслабне и дори обръсва брадата си, неговото пристрастие към алкохола и наркотиците се увеличава и единственото, което може да напише в последните дни от живота си в своя дневник, е: „Господи, помогни ми“.

## Влияние
Джим Морисън е описван като бунтар, революционер, анархист, дори нихилист. Днес неговите песни се считат за класика в рока и все още могат да се чуят по радиото. Кожените панталони, които обича да носи, стават по-късно необходм атрибут на рок певците. Самият Джим се е превърнал в прототип и символ на рок звезда – скандален, мистериозен и сексапилен. Той се увлича по сюрреализма и носи със себе си стихосбирка на Артюр Рембо. През 1991 година излиза филмът „Дъ дорс“ с Вал Килмър в главната роля. Изпълнителят от Американ айдъл Майкъл Джонс също признава, че е вдъхновен от Джим Морисън. През 1999 година Роби Кригер изпълнява „Riders on the Storm“ на фестивала Удсток.